# Crenidorsum diaphanum
Crenidorsum diaphanum là một loài côn trùng cánh nửa trong họ Aleyrodidae, phân họ Aleyrodinae.
Crenidorsum diaphanum được Russell miêu tả khoa học đầu tiên năm 1945.